# Thérèse (roman)

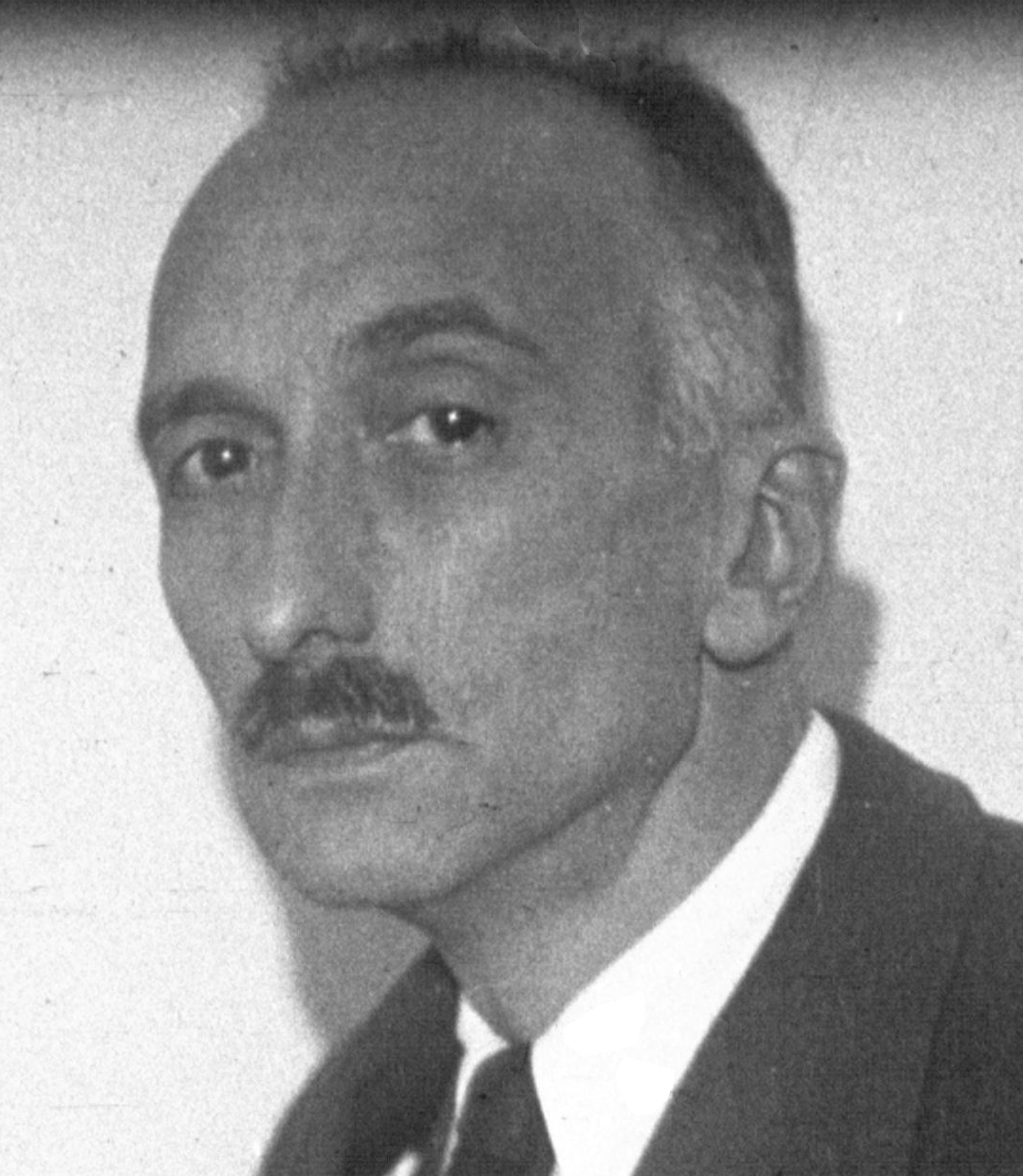

Thérèse, fransk originaltitel Thérèse Desqueyroux, är en roman från 1927 av den franske författaren François Mauriac. Handlingen följer en kvinna som försökt förgifta sin man och hur deras äktenskap fortlöper. Mauriac hämtade bland annat inspiration från samtidens stumfilmer, vilket avspeglar sig i bokens omedelbara handling och återblickar. Boken utgavs på svenska 1931 i översättning av Axel Claëson.
År 1950 tilldelades den Grand prix des Meilleurs romans du demi-siècle, en utmärkelse för de tolv bästa romanerna på franska från första hälften av 1900-talet. Boken har filmatiserats två gånger: 1962 i regi av Georges Franju och 2012 av Claude Miller.